# Alexandr Tompich
Alexandr „Saša“ Tompich (* 31. ledna 1928 – 2011) byl český konferenciér, kabaretiér, textař, komik a bývalý československý zápasník – judista.

## Životopis

### Sportovní kariéra
Judu (tehdy jiu-jitsu) se věnoval společně s bratry Miroslavem a Alfrédem v klubu KTC Discos (dříve Radostně vpřed). V roce 1952 patřil k zakládajícím členům předního pražského judistického klubu Sparta Praha (tehdy DSO Spartak Praha Sokolovo). V roce 1954 startoval na mistrovství Evropy v belgickém Bruselu a v lehké váhové kategorii do 68 kg a obsadil třetí místo. Ten rok se poprvé soutěžilo mimo technických stupňů oficiálně ve váhových kategoriích.

### Umělecká kariéra
V roce 1957 nastoupil do podniku Alhambra na Václavském náměstí jako konferenciér revue. Časem vytvořil s Vilémem Kratochvílem populární komickou dvojci „Saša a Vilda“ (Sasha & Vilda). Jazykové znalosti – mluvil německý, francouzsky, anglicky a pravděpodobně i rusky mu otevřeli další příležitost překládat texty populárních zahraničních písniček. Se Zdeňkem Borovcem je uveden například jako spoluautor písně Souvenier prvního singlu Waldemara Matušky z roku 1960. Během tohoto období byl veden ve svazcích Státní bezpečnosti po krycím jménem Roedel (6716). Důvod a za jakým účelem byl evidován pravděpodobně nebylo po roce 1989 vyšetřováno.